# Horace (Dakota Północna)
Horace – miasto w Stanach Zjednoczonych, w stanie Dakota Północna, w hrabstwie Cass, położone nad rzeką Sheyenne.